# Afonso Guimarães da Silva
Afonso Guimarães da Silva, més conegut com a Afonsinho, (8 de març de 1914 - 19 de febrer de 1997) fou un futbolista brasiler.

## Selecció del Brasil
Va formar part de l'equip brasiler a la Copa del Món de 1938.